# Stadio Armando Picchi
Stadio Armando Picchi – wielofunkcyjny stadion sportowy znajdujący się w mieście Livorno we Włoszech. 
Swoje mecze rozgrywa na nim zespół AS Livorno Calcio. Jego pojemność wynosi 19 801.